# Tviggolskär
Tviggolskär är öar i Åland (Finland). De ligger i Skärgårdshavet och i kommunen Kökar i landskapet Åland, i den sydvästra delen av landet. Öarna ligger omkring 56 kilometer öster om Mariehamn och omkring 220 kilometer väster om Helsingfors.
Arean för den av öarna koordinaterna pekar på är 4,2 hektar och dess största längd är 360 meter i nord-sydlig riktning. Ön höjer sig omkring 10 meter över havsytan.
Runt Tviggolskär är det glesbefolkat, med 11 invånare per kvadratkilometer.